# Mieczyslaw Jaronski

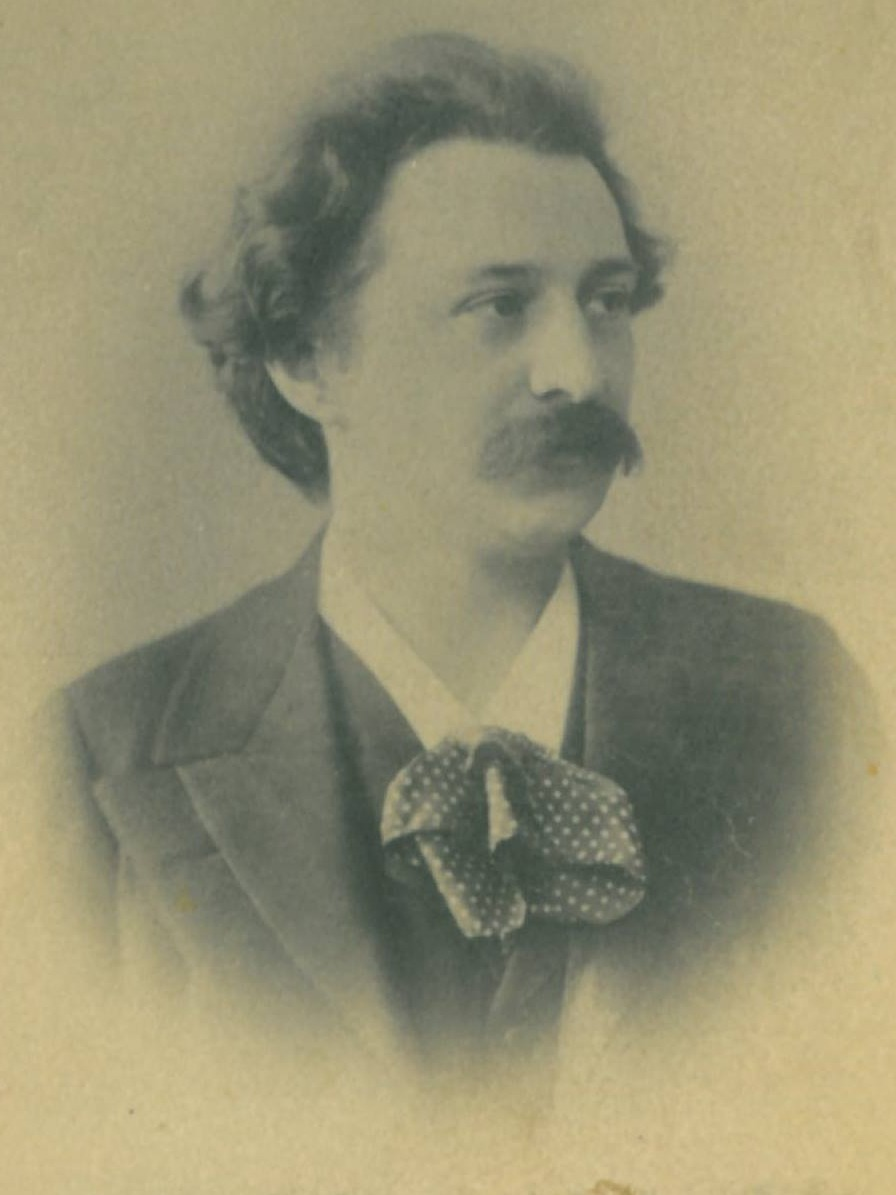
Mieczysław Jaroński

Mieczysław Jaroński (* 31. Dezember 1862 in Warschau (abweichend 1. Januar 1861 in Kielce); † 10. Januar 1922 in Dobromyśl im Gebiet des heutigen Kielce) war ein polnischer Violinvirtuose und Lehrer.

## Leben und Wirken
Mieczysław Jaroński war Sohn des polnischen Pianisten, Komponisten und Lehrers Feliks Jaroński (1823–1895) und Stefania, geborene Głowacka (1835–1907). Seine Brüder waren der Cellist und Sänger Stanisław (1863–1916) und der Politiker und Anwalt Wiktor (1870–1931). Er war Enkel von Józef (1775–1834), Richter am Zivilgericht in Kielce und am Berufungsgericht in Warschau und Großneffe des Philosophen Felix (1777–1827).
Zunächst erhielt er Musikunterricht bei seinem Vater Felix sowie Violinunterricht bei einem Lehrer in Krakau. Von 1884 bis 1887 studierte er zusammen mit seinem jüngeren Bruder, dem Cellisten Stanisław, am Leipziger Konservatorium. Dort erhielt er u. a. Unterricht von Adolph Brodsky und Hans Sitt (Violinspiel), Carl Reinecke (Ensemblespiel) und Oscar Paul (Vorlesungen). Im Jahr 1887 übernahm er eine Professur für Violine am Konservatorium von Odessa. Er trat unter anderem in Paris, London und Berlin auf.
Ende des 19. Jahrhunderts lebte er in Konstantinopel als Gast seiner Tante Ludwika Groppler, geborene Głowacka, und ihres Mannes Henryk Groppler, wo er regelmäßig Konzerte gab, darunter viele Male für Sultan Abdülhamid II. Er besaß eine Violine des italienischen Geigenbauers Giovanni Paolo Maggini aus dem frühen 17. Jahrhundert mit einem mit Diamanten besetzten Bogen. Nach seiner Rückkehr nach Kielce übernahm er die Position des künstlerischen Leiters der dortigen Musikalisch-Dramatischen Gesellschaft (1907).
Am 5. Februar 1912 heiratete er Helena Kaczor aus Lisów, ein 27 Jahre jüngeres Dienstmädchen seines Bruders. Mit ihr ließ er sich in Dobromyśl in der Nähe von Kielce nieder. Zusammen hatten sie sieben Kinder.
Er starb am 10. Oktober 1922 an einer Lungenentzündung, die er sich bei der Rettung eines Ertrinkenden zugezogen hatte. Er wurde auf dem Friedhof in Białogon, Kielce, mit seiner Frau begraben, die 1957 starb.

## Weiterführende Literatur
- A. Oborny, Życie muzyczne Kielc w latach 1815–1914, Kielce 2006, passim.